# Těžkovodní reaktor
Těžkovodní reaktor je jaderný reaktor, který využívá těžkou vodu jako chladivo i moderátor neutronů. Jedná se o třetí nejběžnější typ jaderného reaktoru a se 47 provozovanými reaktory tvoří přibližně 11 % z celkového světového počtu a přibližně 7 % celkového instalovaného výkonu . Využití těžké vody jako moderátoru má za následek nižší absorpci neutronů než u reaktorů moderovaných lehkou vodou, díky čemuž lze jako palivo využít přírodní nebo málo obohacený uran. Těžká voda je oproti lehké vodě velmi drahá, ovšem tato vysoká cena je vyvážena sníženými náklady na obohacování uranu.

## Historie
Možnost využití těžké vody jako moderátoru neutronů v jaderných reaktorech byla poprvé zkoumána na začátku 40. let 20. století v rámci P-9 projektu v USA. Cílem tohoto projektu bylo použití těžkovodních reaktorů pro produkci plutonia a současně rozšíření znalostí o těžké vodě samotné. Pro tyto potřeby byly postaveny tři reaktory. Prvním těžkovodním reaktorem byl Chicago Pile-3, který byl zprovozněn 15. května 1944 v Argonne National Laboratory a byl v provozu až do roku 1954. Další dva reaktory byly postaveny po dohodě mezi USA a Kanadou na území Kanady jako součást Chalk River Laboratories v Ontariu. Prvním z nich byl malý experimentální reaktor ZEEP (Zero Energy Experimental Pile), který byl uveden v provoz 5. září 1945 a stal se tak prvním fungujícím jaderným reaktorem mimo území USA. Byl využíván k jadernému výzkumu až do roku 1970 a roku 1973 byl vyřazen z provozu. Druhým reaktorem byl NRX reaktor (National Research Experimental Reactor), jehož konstrukce byla upravena na základě zkušeností z reaktoru ZEEP a následně vedla k návrhu úspěšného modelu těžkovodního reaktoru CANDU. NRX reaktor byl spuštěn 22. července 1947 a v té době se jednalo o nejvýkonnější jaderný reaktor na světě s největší hustotou neutronového toku. Byl v provozu 45 let až do jeho vyřazení v roce 1993. Na přelomu 50. a 60. let byly zkonstruovány první reaktory typu CANDU (CANada Deuterium-Uranium) a díky jejich úspěšnému provozu a získaným zkušenostem mohla být zahájena průmyslová výstavba jaderných elektráren právě s tímto typem reaktorů. V roce 1971 byl spuštěn první blok jaderné elektrárny Pickering a díky jejím vynikajícím provozním výsledkům projevily zájem o kanadské těžkovodní reaktory i další země, které usilovaly o nezávislost na dodávkách obohaceného uranu. Postupem let byly reaktory CANDU využity v Indii, Argentině, Pákistánu, Číně, Jižní Koreji nebo Rumunsku .

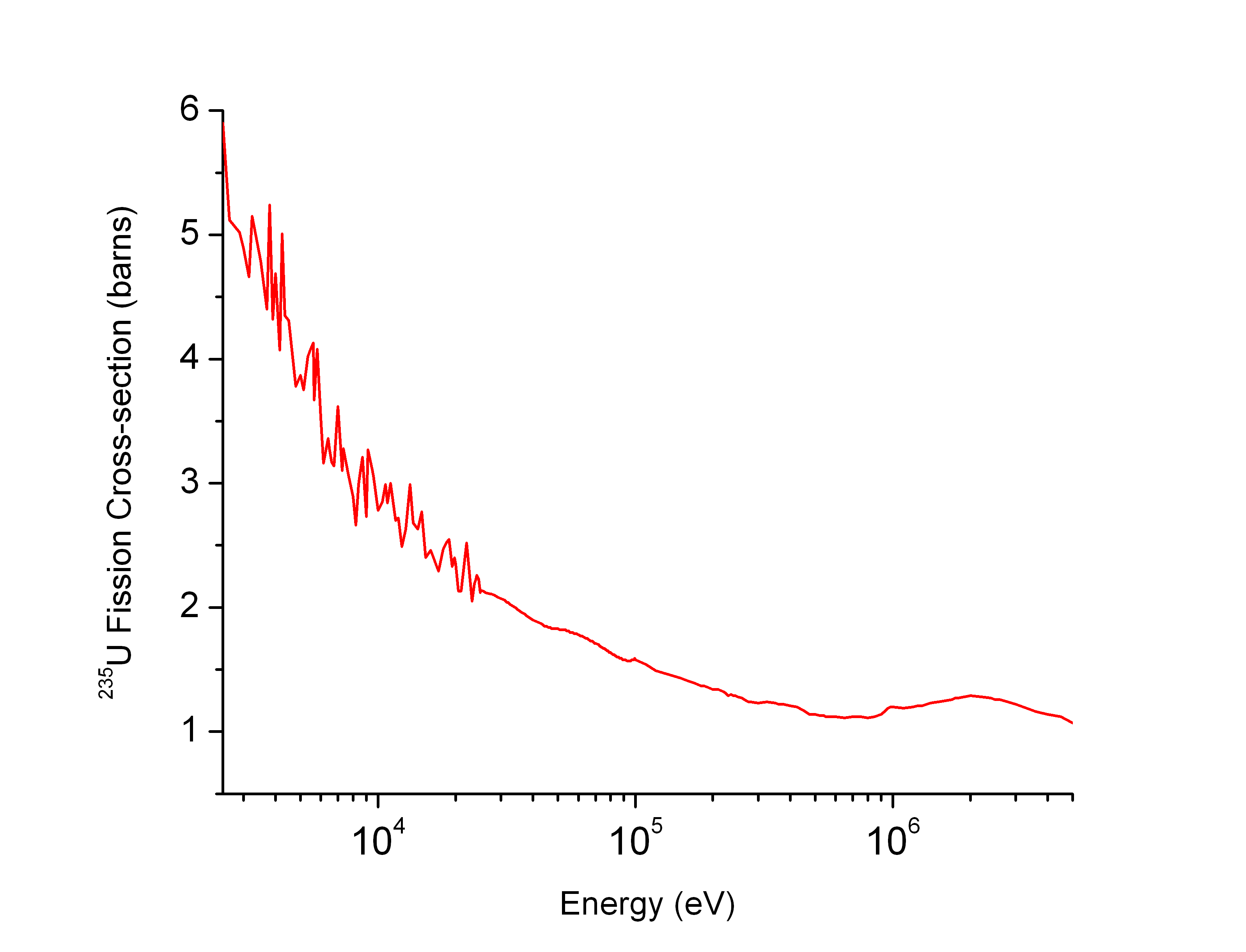
Závislost pravděpodobnosti štěpné reakce na energii neutronů

## Důvod využití těžké vody
Přírodní uran je tvořen několika izotopy, zejména uranem 238U, ale obsahuje také přibližně 0,72 % štěpitelného izotopu 235U. V jaderném reaktoru je zapotřebí udržovat štěpnou reakci, které docílíme ostřelováním jader 235U neutrony a při které dojde k uvolnění dalších dvou až tří rychlých neutronů. Abychom zvýšili pravděpodobnost další štěpné reakce, je nutné tyto neutrony zpomalovat srážkami s moderátorem neutronů. Lehká voda využívaná v nejrozšířenějších tlakovodních reaktorech je skvělým moderátorem, zároveň však ve velkém množství pohlcuje neutrony. Díky tomu v reaktoru nezbyde dostatek neutronů pro udržení řetězové reakce s malým množstvím izotopu 235U, který se v přírodním uranu vyskytuje. Uran tedy musí procházet obohacováním, což je složitý a nákladný proces, jehož produktem je uran s 2-5 % 235U.
Hlavním důvodem využití těžké vody jako moderátoru v jaderných reaktorech je nízká absorpce neutronů, které zajišťují průběh řetězové reakce. To umožňuje nižší koncentraci 235U v palivu až do té míry, že je možné jako palivo používat přírodní uran. Nevýhodou je naopak horší moderace neutronů. V těžkovodních reaktorech je také používán moderátor o nižších teplotách než u jiných typů reaktorů, což má za následek nižší energii vzniklých neutronů a tedy i zvýšenou pravděpodobnost štěpné reakce. Spotřeba uranové rudy na jednotku vyrobené elektřiny je potom u těžkovodních reaktorů asi o 30-40 % menší než u reaktorů využívajících lehkou vodu .

## Výhody a nevýhody

### Výhody
- Možnost využití přírodního uranu jako paliva (ve formě keramického UO2) - absence vysokých nákladů na obohacování
- Konstrukce těžkovodních reaktorů umožňuje nižší teploty moderátoru, tudíž i nižší energie neutronů, což má za následek větší pravděpodobnost štěpné reakce
- Efektivnější využití uranové rudy – na jednotku vyrobené elektřiny se spotřebuje menší množství uranové rudy [4]
- Možnost využití paliv vzniklých přepracováním již použitého paliva (například MOX paliva)
- Výměna paliva probíhá za plného chodu elektrárny, není tedy třeba reaktor odstavovat

### Nevýhody
- Hlavní nevýhodou je vysoká cena těžké vody, která je však vyvážena sníženými náklady na úpravu paliva
- Jelikož těžká voda je méně efektivní ve zpomalování neutronů než lehká voda, je potřeba větší poměr množství moderátoru ku palivu - zvýšené náklady na konstrukci kontejnmentu
- Nižší vyhoření paliva oproti tlakovodním reaktorům

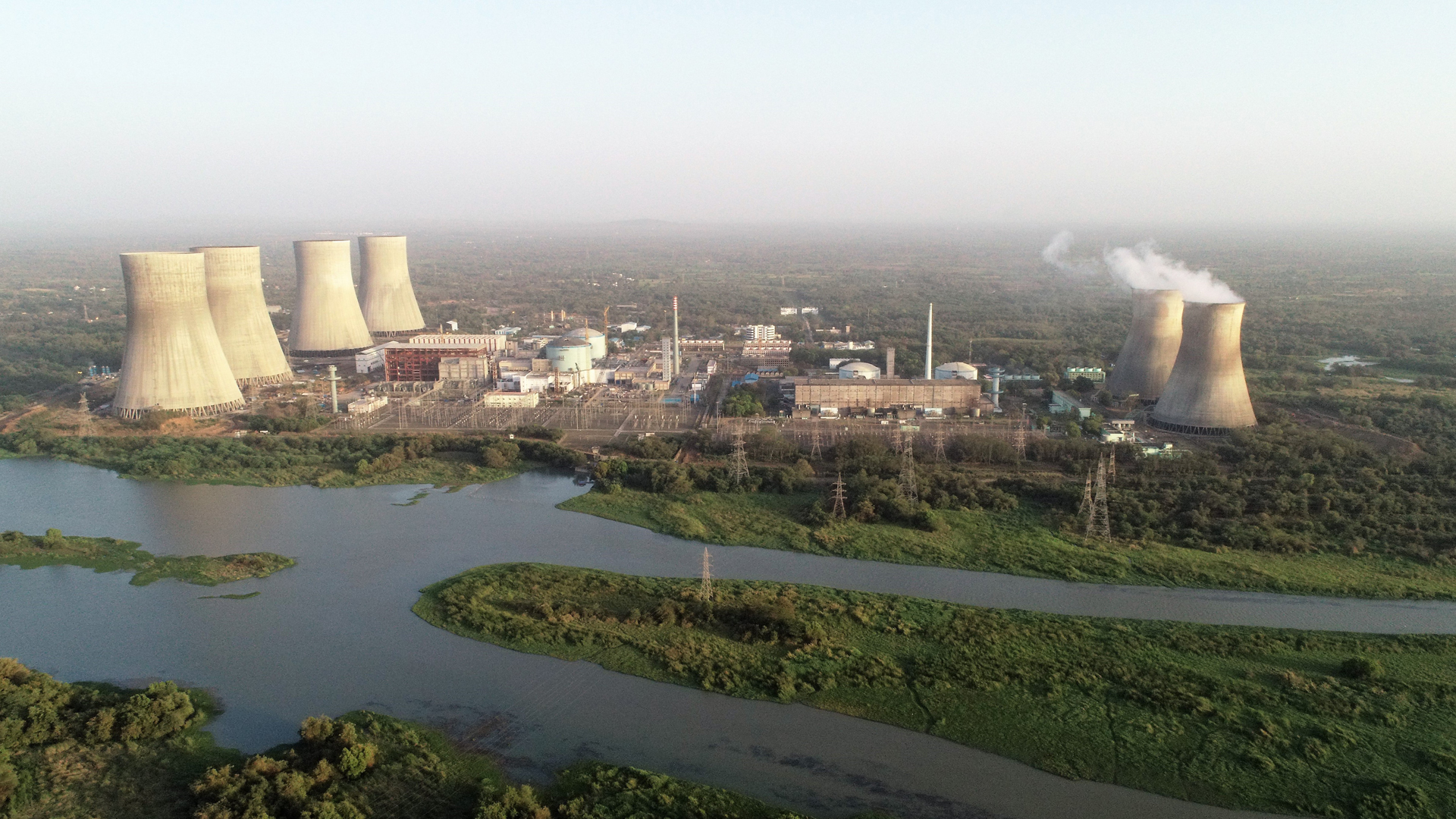
Kakraparská jaderná elektrárna s dvěma IPHWR-220 a dvěma IPHWR-700 reaktory

- Problémy s únikem těžké vody [5]Kakraparská jaderná elektrárna s dvěma IPHWR-220 a dvěma IPHWR-700 reaktory

## Příklady těžkovodních reaktorů ve světě
- CANDU (CANada Deuterium-Uranium) - nejrozšířenější typ těžkovodního reaktoru, původně navržen a postaven v Kanadě, avšak nyní je využíván v elektrárnách po celém světě
- IPHWR-220 (Indian Pressurized Heavy Water Reactor-220) - reaktor II. generace vyvinutý v Indii na základě designu reaktorů CANDU, generuje 220 MW elektřiny
- IPHWR-700 (Indian Pressurized Heavy Water Reactor-700) - reaktor III. generace navržený jako nástupce IPHWR-220, generuje 700 MW elektřiny a momentálně je naplánována výstavba 15 těchto reaktorů
- AHWR (Advanced Heavy Water Reactor) - reaktor navrhovaný v Bombaji (Indie), jehož cílem je komerční využití Thoriového palivového cyklu

## Seznam provozovaných bloků jaderných elektráren s těžkovodním reaktorem
| Země        | Název         | Blok  | Model reaktoru | Výkon (MWe) | Uvedení do provozu |
| ----------- | ------------- | ----- | -------------- | ----------- | ------------------ |
| Argentina   | Atucha        | 1     | Siemens-KWU    | 335         | 24. 6. 1974        |
| Argentina   | Atucha        | 2     | Siemens-KWU    | 692         | 27. 6. 2014        |
| Argentina   | Embalse       | 1     | CANDU-6        | 600         | 20. 1. 1984        |
| Kanada      | Pickering     | 1     | CANDU 500A     | 515         | 29. 7. 1971        |
| Kanada      | Pickering     | 4     | CANDU 500A     | 515         | 17. 6. 1973        |
| Kanada      | Pickering     | 5     | CANDU 500B     | 516         | 10. 5. 1983        |
| Kanada      | Pickering     | 6     | CANDU 500B     | 516         | 1. 2. 1984         |
| Kanada      | Pickering     | 7     | CANDU 500B     | 516         | 1. 1. 1985         |
| Kanada      | Pickering     | 8     | CANDU 500B     | 516         | 28. 2. 1986        |
| Kanada      | Darlington    | 1     | CANDU 850      | 878         | 14. 11. 1992       |
| Kanada      | Darlington    | 2     | CANDU 850      | 878         | 9. 10. 1990        |
| Kanada      | Darlington    | 3     | CANDU 850      | 878         | 14. 2 1993         |
| Kanada      | Darlington    | 4     | CANDU 850      | 878         | 14. 6. 1993        |
| Kanada      | Bruce         | 1     | CANDU 791      | 821         | 1. 9. 1977         |
| Kanada      | Bruce         | 2     | CANDU 791      | 880         | 1. 9. 1977         |
| Kanada      | Bruce         | 3     | CANDU 750A     | 817         | 1. 2. 1978         |
| Kanada      | Bruce         | 4     | CANDU 750A     | 817         | 18. 1. 1979        |
| Kanada      | Bruce         | 5     | CANDU 750B     | 817         | 1. 3. 1985         |
| Kanada      | Bruce         | 6     | CANDU 750B     | 817         | 15. 9. 1984        |
| Kanada      | Bruce         | 7     | CANDU 750B     | 817         | 10. 4. 1986        |
| Kanada      | Bruce         | 8     | CANDU 750B     | 817         | 22. 5. 1987        |
| Kanada      | Point Lepreau | 1     | CANDU-6        | 635         | 1. 2. 1983         |
| Čína        | Qinshan       | III-1 | CANDU-6        | 677         | 8. 6. 1998         |
| Čína        | Qinshan       | III-2 | CANDU-6        | 677         | 25. 9. 1998        |
| Indie       | Kaiga         | 1     | IPHWR-220      | 202         | 16. 11. 2000       |
| Indie       | Kaiga         | 2     | IPHWR-220      | 202         | 16. 3. 2000        |
| Indie       | Kaiga         | 3     | IPHWR-220      | 202         | 6. 5. 2007         |
| Indie       | Kaiga         | 4     | IPHWR-220      | 202         | 20. 1. 2011        |
| Indie       | Kakrapar      | 1     | IPHWR-220      | 202         | 6. 5. 1993         |
| Indie       | Kakrapar      | 2     | IPHWR-220      | 202         | 1. 9. 1995         |
| Indie       | Madras        | 1     | IPHWR-220      | 205         | 27. 1. 1984        |
| Indie       | Madras        | 2     | IPHWR-220      | 205         | 21. 3. 1986        |
| Indie       | Narora        | 1     | IPHWR-220      | 202         | 1. 1. 1991         |
| Indie       | Narora        | 2     | IPHWR-220      | 202         | 1. 7. 1992         |
| Indie       | Rajasthan     | 2     | CANDU          | 187         | 1. 4. 1981         |
| Indie       | Rajasthan     | 3     | IPHWR-220      | 202         | 1. 6. 2000         |
| Indie       | Rajasthan     | 4     | IPHWR-220      | 202         | 23. 12. 2000       |
| Indie       | Rajasthan     | 5     | IPHWR-220      | 202         | 4. 2. 2010         |
| Indie       | Rajasthan     | 6     | IPHWR-220      | 202         | 31. 3. 2010        |
| Indie       | Tarapur       | 3     | IPHWR-540      | 490         | 18. 8. 2006        |
| Indie       | Tarapur       | 4     | IPHWR-540      | 490         | 12. 9. 2005        |
| Rumunsko    | Cernavoda     | 1     | CANDU-6        | 650         | 2. 12. 1996        |
| Rumunsko    | Cernavoda     | 2     | CANDU-6        | 650         | 1. 11. 2007        |
| Jižní Korea | Wolsong       | 2     | CANDU-6        | 655         | 1. 7. 1997         |
| Jižní Korea | Wolsong       | 3     | CANDU-6        | 684         | 1. 7. 1998         |
| Jižní Korea | Wolsong       | 4     | CANDU-6        | 688         | 1. 10. 1999        |